# Cristian García Ramos
Cristian García Ramos (Terrassa, 21 de desembre de 1981) és un exfutbolista català i actual entrenador del primer equip del CE L'Hospitalet.
Format al Terrassa FC, després de passar pel Poli Ejido i pel Cadis CF, on va militar 3 temporades. La temporada 2010/2011 arriba a les files de la SD Ponferradina on no aconsegueix l'objectiu de la permanència, produint-se el descens de categoria a la Segona Divisió B del futbol espanyol. A la temporada 2011/2012 arriba a les files del Córdoba CF.
En aquesta primera temporada 2011/2012 amb el Córdoba Club de Fútbol es classifica per disputar les eliminatòries d'ascens a la màxima categoria del futbol espanyol, encara que finalment no es va consumar l'ascens. Cristian pateix una greu lesió que el va tenir pràcticament tota la temporada sense poder participar amb el seu club, podent participar només en 3 partits al començament de la temporada. En la seva segona temporada amb el Córdoba Club de Fútbol va tornar de la seva lesió convertint-se en un membre important més de la plantilla, sent el seu contracte ampliat per tres temporades més.
El 2013 va fitxar pel CE Sabadell de la Segona Divisió Espanyola on va jugar una temporada i va quedar en novena posició. A la temporada 2014-2015 va jugar al CD Tenerife on va quedar en 17a posició a prop dels descens.
Una temporada més tard fitxaria pel Terrassa FC on va jugar la temporada 2015-2016 i 2016-2017 retirant-se com a jugador als 35 anys d'edad. Es va quedar al club terrassenc per fer d'entrenador les temporades 2017-2018 i 2018-2019.
El febrer de 2021 es converteix en el nou entrenador de la Unió Esportiva Sant Andreu, amb un contracte fins a finals de temporada.